# Kiwa puravida
Kiwa puravida (лат.) — вид десятиногих ракообразных из рода Kiwa, иногда называемых в популярных СМИ крабами-йети. Его открытие признано одним из трёх важнейших научных событий 2011 года согласно опросу читателей журнала Nature.

## Описание
Новый вид был обнаружен на морском дне на глубине 1000 м у берегов Коста-Рики 8°55′ с. ш. 84°18′ з. д. в 2006 году авторами первоописания Эндрю Тёрбером (Andrew Thurber), Уильямом Джонсом (William J. Jones) и Карен Шнабель (Kareen Schnabel). Конечности (переоподы) покрыты многочисленными длинными щетинками. На первой паре конечностей (несущих клешни хелипеды) в больших количествах развиваются симбионтные бактерии. Возможно, они выращиваются для того, чтобы затем быть использованными в качестве пищи. Краб совершает необычные танцующие движения передними самыми длинными ногами, размахивая ими из стороны в сторону для усиления роста бактериальных садов. Карапакс в 1,3 раза длиннее своей ширины (включая рострум).
Исследование микробиома Kiwa puravida выявило неожиданно высокое разнообразие бактериальных сообществ (до 46 семейств), варьирующее в зависимости от стадии онтогенеза (яйцо, ювенильная особь, взрослая особь) и локализации на теле. Хотя щетинки переоподов демонстрируют меньшее разнообразие, чем другие участки тела, состав микробиома яиц Kiwa puravida указывает на сложные взаимодействия между хозяином, бактериями и окружающей средой.

## Систематика
Kiwa puravida стал вторым видом из ранее монотипного рода Kiwa и семейства Kiwaidae, в которых был известен только вид Kiwa hirsuta Macpherson, Jones et Segonzac, 2006, обнаруженный на Южно-Тихоокеанском поднятии в 1500 км к югу от острова Пасхи на глубине 2200 м. Новый вид отличается от ранее известного как по данным морфологии (строение переднего края рострума и стернитов), так и по молекулярно-генетическим (18S rRNA).

## Этимология
Название вида K. puravida происходит от испанского словосочетания: pura vida — «настоящая жизнь», как обычно говорят на Коста-Рике, в водах которой и был найден новый таксон.